# رنگین کمان: یک موضوع خصوصی
رنگین کمان: یک موضوع خصوصی (انگلیسی: Rainbow: A Private Affair) با نام اصلی یک سؤال خصوصی (ایتالیایی: Una questione privata)، یک فیلم درام جنگی ایتالیایی به کارگردانی برادران تاویانی است که در سال ۲۰۱۷ منتشر شد. از بازیگران آن می‌توان به لوکا مارینلی، والنتینا بله و لورنزو ریکلمی اشاره کرد. این آخرین فیلمی است که هر دو برادر پیش از درگذشت ویتوریو تاویانی در سال ۲۰۱۸ کارگردانی کردند.